# Josip Bukal
Josip Bukal (Okešinec, 1945. november 15. – Szarajevó, 2016. augusztus 30.) jugoszláv válogatott bosnyák labdarúgó, csatár, edző.
1966 és 1974 között 24 alkalommal szerepelt a jugoszláv válogatottban és tíz gólt szerzett.

## Sikerei, díjai
FK Željezničar
- Jugoszláv bajnokság
  - bajnok: 1971–72